# Milija Mrdak
Milija Mrdak (serbisch-kyrillisch Милија Мрдак; * 26. Oktober 1991 in Kraljevo) ist ein serbischer Volleyballspieler.

## Karriere
Mrdak begann seine Karriere bei OK Ribnica. Mit der serbischen Juniorennationalmannschaft wurde er 2009 Weltmeister der U19 und Vize-Europameister der U20. Danach wechselte er zu OK Vojvodina Novi Sad. Mit den Junioren folgten dritte Plätze bei der U21-Europameisterschaft 2010 und der U21-Weltmeisterschaft 2011. Mit Novi Sad wurde der Diagonalangreifer 2012 serbischer Pokalsieger und Vizemeister. Danach wechselte er in die zweite italienische Liga (A2) zu Pallavolo Atripalda. Nach einem Jahr kehrte er in die Heimat zurück und spielte für OK Partizan Belgrad. Mit dem Verein wurde er 2015 Vizemeister. Anschließend war er wieder eine Saison lang beim italienischen Zweitligisten Tuscania Volley aktiv. In der Saison 2016/17 spielte Mrdak in Griechenland bei Foinikas Syros und danach bei Benfica Lissabon. 2018 wurde er vom deutschen Bundesligisten United Volleys Frankfurt verpflichtet.